# Karin Kuipers
Karin Hendrika Maria Kuipers (Zwolle, 18 juli 1972) is een Nederlandse waterpoloster.

## Carrière
Karin Kuipers was gedurende haar carrière record-international met 250 A-interlands. Zij werd meerdere malen uitgeroepen tot beste speelster van de wereld. Ze is erelid van zwem- en polovereniging Het Ravijn uit Nijverdal, waar ze vanaf haar 14e in het eerste damesteam speelde. Hoewel ze tussentijds moeder werd van een zoon en een dochter, speelde ze tot mei 2011 in de eredivisie van het waterpolo en maakte daarmee 25 jaar vol in de hoofdmacht van deze club. 
In haar hele carrière scoorde ze zo'n 3000 maal, verdeeld over een slordige duizend wedstrijden.
Kuipers speelde op 3 juli 2011 haar laatste (afscheids)wedstrijd tussen oud-Ravijnspeelsters en oud-internationals. 
Vanwege haar grote verdiensten voor het Nederlands waterpolo, zowel op clubniveau als ook in diverse nationale selecties, werd ze op 29 april 2011 benoemd tot Ridder in de Orde van Oranje-Nassau, ontving ze tijdens haar afscheid de erepenning van de gemeente Hellendoorn en werd het plein voor het nieuwe zwembad omgedoopt tot Karin Kuipersplein. Op 14 juni 2014 werd Karin Kuipers als 15e Nederlander opgenomen in de International Swimming Hall of Fame. Hiermee werd ze de derde waterpoloster ooit en eerste Nederlandse waterpoloster die deze eer te beurt viel.

## Nationaal team
Olympische Spelen
- 2000 4e Sydney, Australië (strijd om het brons verloren van Rusland)

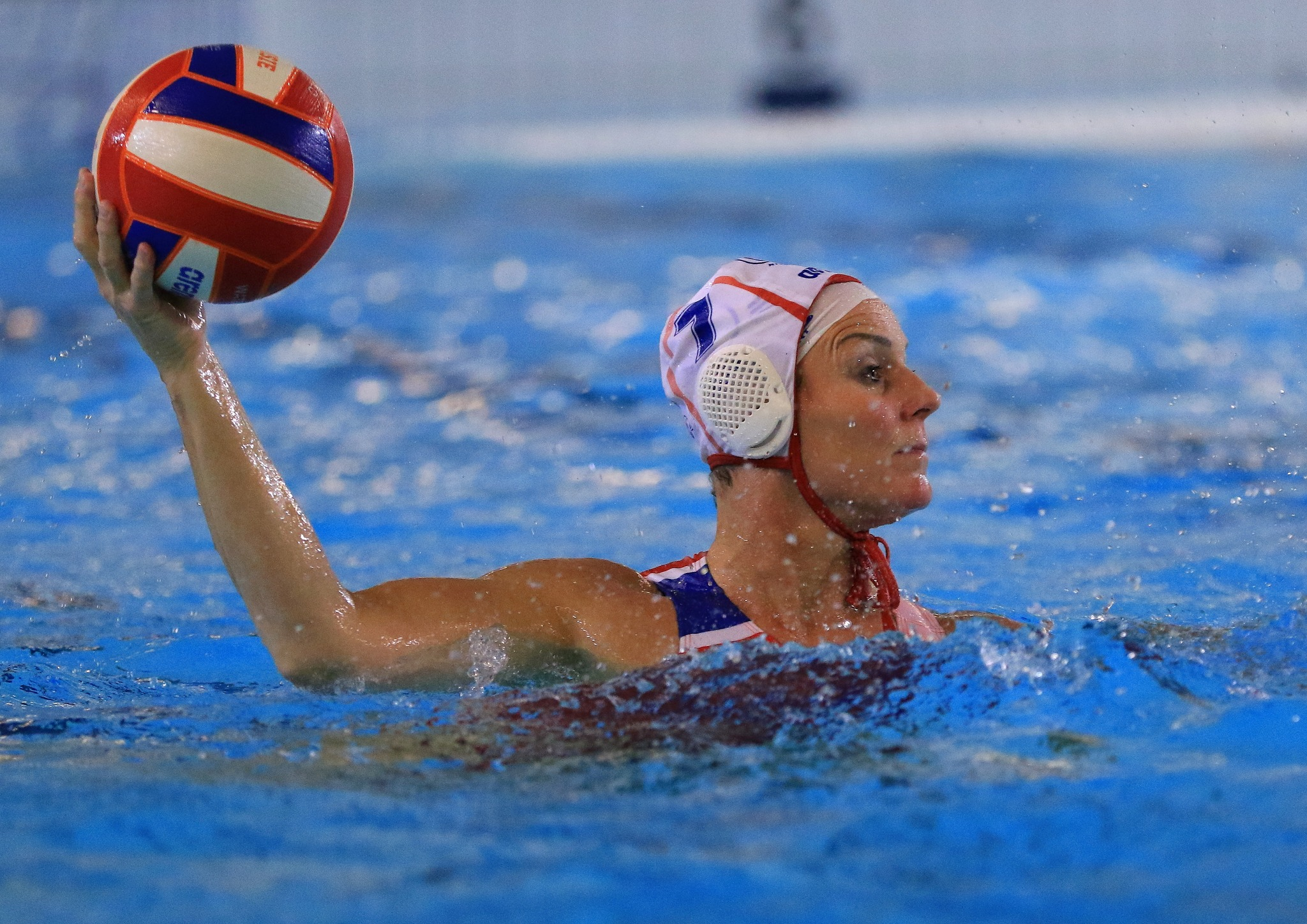
Karin Kuipers is the 90s GOAT. a 3 times best player of the world, 4 times World Cup winner (1x runner-up), World Champion (2x runner-up), European Champion (1x runner-up) and ISHOF-member

- Karin Kuipers is the 90s GOAT. a 3 times best player of the world, 4 times World Cup winner (1x runner-up), World Champion (2x runner-up), European Champion (1x runner-up) and ISHOF-member2004 Athene, Griekenland (niet geplaatst tijdens OKT)

Olympic Year Tournament (1993 was een invitatietoernooi)
- 1993:  Emmen, Nederland  (Beste speelster)
- 1996:  Emmen, Nederland  (Topscorer)

Wereldkampioenschappen / FINA World Championships
- 1991:  Perth, Australië
- 1994:  Rome, Italië (Topscorer)
- 1998:  Perth, Australië (Topscorer & Allstar-Team)
- 2003: 6e Barcelona, Spanje

FINA Worldcup (officieus wereldkampioenschap)
- 1991:  Long Beach, Verenigde Staten
- 1993:  Catania, Italië (Beste speelster en topscorer)
- 1995:  Sydney, Australië
- 1997:  Nancy, Frankrijk
- 1999:  Winnipeg, Canada

LEN Europese kampioenschappen
- 1991:  Athene, Griekenland
- 1993:  Leeds, Engeland
- 1995:  Wenen, Oostenrijk
- 1997:  Sevilla, Spanje
- 1999:  Prato, Italië (Beste speelster en topscorer)
- 2003: 4e Ljubljana, Slovenië

## Clubverband

### Nationale competitie
met Z&PC het Ravijn Nijverdal:
- 3x  Nederlands (lands)kampioen: 2000, 2003, 2008
- 9x  KNZB-bekerkampioen: 1995 (2x), 1996, 1999, 2005, 2006, 2007, 2008, 2010
- 1x  Supercup: 2008
- 7x  Sportploeg van de Gemeente Hellendoorn: 1995, 2000, 2003, 2005, 2006, 2010, 2011
- 1x  Nederlands kampioen Masters: 2013

### Internationaal
met Z&PC het Ravijn Nijverdal:
- LEN Trophy Final Four / Europacup 2 (bekerwinnaar): 2000 , 2011
- LEN Trophy Final Four / Europacup 2 (bekerwinnaar): 2003 Topscorer
- LEN Trophy / Europacup 2 (bekerwinnaar): halve finale 2005 en 2008
- Champions Cup / Champions League (landskampioen): halve finale 2004

## Individuele prijzen
- Ridder in de Orde van Oranje-Nassau: 2011
- International Swimming Hall of Fame: 2014 (1e Nederlandse waterpoloster)
- Erepenning van de gemeente Hellendoorn: 2011
- 3x Best Player / Attacker of the world: 1993, 1998, 1999
- 4x Waterpoloster van het jaar: 1994, 1995, 1996, 1998 (+5 nominaties)
- 7x Topscorer Nationale Competitie: 1994, 1995, 1996, 1997, 1998, 2000, 2008
- 4x Waterpolo Gala All Star Team: 2003, 2004, 2005, 2009
- Sportvrouw van Overijssel: 1994
- 5x Sportvrouw van de Gemeente Hellendoorn: 1991, 1993, 1997, 1998, 2000
- Erelid van Zwem- en Poloclub het Ravijn uit Nijverdal
- KNZB-ereteken van verdienste in goud
- Ivo Trumbic Award: 2013
- Jaap Stam Award: 2011
- J.C.J Hageraats Bokaal: 2004

Gillian van den Berg · 
Karla van der Boon · 
Hellen Boering · 
Daniëlle de Bruijn · 
Edmée Hiemstra · 
Karin Kuipers · 
Ingrid Leijendekker · 
Patricia Libregts · 
Mirjam Overdam · 
Heleen Peerenboom · 
Carla Quint · 
Marjan op den Velde · 
Ellen van der Weijden-Bast